# Latua
Latua je monotipski biljni rod iz porodice krumpirovki (pomoćnica) smješten u tribus Jaboroseae. Jedina vrsta je južnoamerički grm ili drvo iz čileanskih regija Los Lagos i Los Ríos.
Ova vrsta u Čileu je poznata kao “vještičji štap” (“palo de los brujos”). Rod je opisan u Botanische Zeitung (Berlin) 16: 242. 1858.